# Гильом IV (граф Макона)
Гильом IV де Макон (фр. Guillaume IV de Mâcon; ум. 1224) — граф Макона, Вьенна и Оксона с 1184 года. Сын Жеро I де Макон и Моретты де Сален (1137—1200).

## Семья
Первым браком был женат на Понс де Трав, дочери Тибо де Трава. Детей не было.
Вторая жена — Схоластика, дочь графа Генриха Шампанского и Марии Французской. Дети:
- Жеро II (граф Макона)
- Гильом, был женат на Агнессе де Ферретта и Изабелле Лотарингской
- Генрих де Макон (ум. 1233) — сеньор де Монморо, был женат на Елизавете де Сален, дочери Жана Мудрого, графа де Шалон
- Беатриса (ум. 1239), с 1219 года жена Юга д’Антиньи

Гильом IV умер в 1224 году и был похоронен в аббатстве Сен-Филибер де Турнус. Ему наследовал сын — Жеро II.